# 考胡爾區

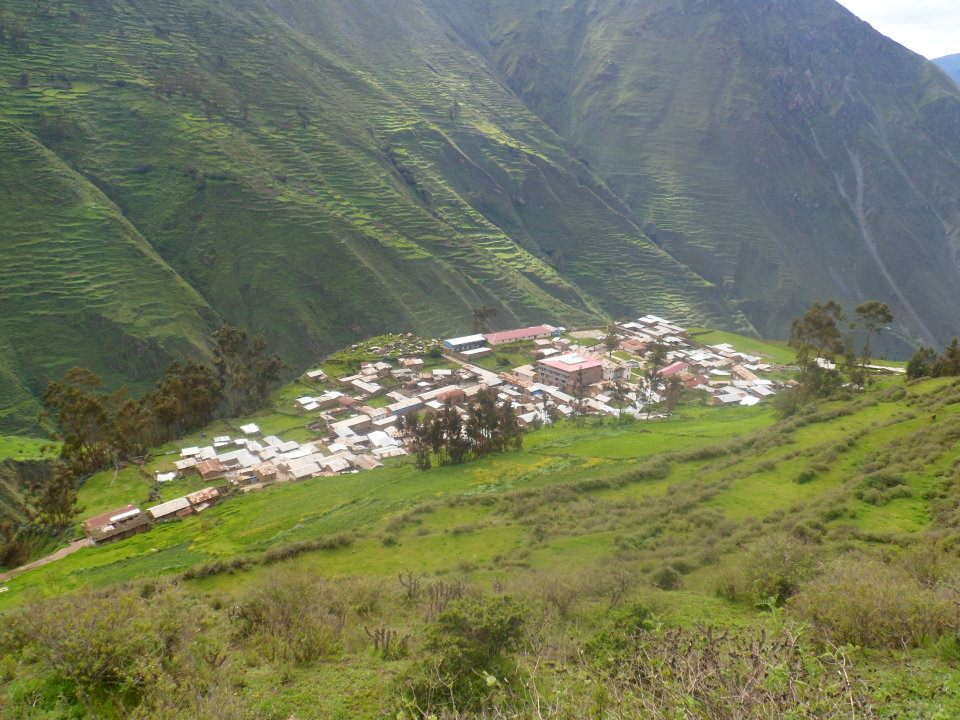

10°48′21″S 76°58′44″W / 10.80583°S 76.97889°W
考胡爾區（西班牙語：Distrito de Caujul），是秘魯的一個區，位於該國中南部利馬大區的奧永省，始建於1871年1月30日，面積105.5平方公里，海拔高度3,175米，2005年人口650，人口密度每平方公里6.2人。